# 1915年8月10日日食
1915年8月10日日食是一次日環食，發生於1915年8月10日（東半球為8月11日）。新月當天（即朔日），地球上觀測到月球和太阳的角距離極小，此時月球如果恰好在月球交點附近，穿過太阳和地球之間，與地球、太阳接近一直線，則會出現日食。月球穿過太阳和地球之間，但距地球較遠，本影未能接觸地表，而使偽本影覆蓋的區域內看到月球的角直徑小於太陽，就形成日環食，同時在偽本影兩側數千公里的半影範圍內形成日偏食。此次日環食經過了日本的離島母岛列岛，日偏食則覆蓋了亚洲東部、太平洋大部及周邊部分地區。

## 日食概況

### 出現區域
日本沖大東島西南約200公里的西太平洋洋面在8月11日日出時最先看到日環食。此後月球偽本影向東偏北移動，不久後覆蓋了遠離日本本土的離島小笠原群島中的母岛列岛。此後偽本影跨過國際日期變更線，逐漸轉向東南，在夏威夷群島考拉島以南約580公里的洋面達到最大食分，經過很長的洋面後最終在8月10日日落時分結束於復活節島東北約630公里處。陸地上看到的日環食均在8月11日。
此次偽本影覆蓋的絕大部分都是海洋，陸地僅有很小的：
- 大日本帝国：母岛列岛。[3][4]

除了上述狹窄的環食帶內能看到日環食之外，月球半影覆蓋範圍內都能看到日偏食，包括中國東半部、朝鲜半岛、日本、馬來群島東部、密克羅尼西亞島群、美拉尼西亞島群北部、玻里尼西亞島群除新西兰外的大部、俄國東南部、阿留申群島。其中國際日期變更線以東的部分在8月10日看到日食，以西的部分在8月11日看到日食。

### 基本參數
- 類型：日環食
- 食甚中心處（位於夏威夷群島卡烏拉島以南約580公里的太平洋）資料：
  - 時間：1915年8月10日22:52:06.9
  - 地點：16°26.4′N 161°24.3′W / 16.4400°N 161.4050°W
  - 食分：0.9853（環食帶內最大）
  - 日環食持續時間：1分33.1秒

## 相關的日食

### 1913-1917年的日食
月球交替位於相對的月球交點時，以半個交點年（食年），即約177天又4小時間隔出現下列日食。
註：1913年4月6日和1913年9月30日的日偏食屬於上一組交點年系列。1916年12月24日、1917年6月19日的日偏食和1917年12月14日的日環食屬於下一組交點年系列。
| 降交點   | 降交點                   |          | 升交點                   | 升交點 |
| 沙羅周期 | 地圖                     | 沙羅周期 | 地圖                     |        |
| 114      | 1913年8月31日 偏食（北） | 119      | 1914年2月25日 環食       |        |
| 124      | 1914年8月21日 全食       | 129      | 1915年2月14日 環食       |        |
| 134      | 1915年8月10日 環食       | 139      | 1916年2月3日 全食        |        |
| 144      | 1916年7月30日 環食       | 149      | 1917年1月23日 偏食（北） |        |
| 154      | 1917年7月19日 偏食（南） |          |                          |        |

### 沙羅周期
沙羅週期長度為18年11天。本次日食屬於沙羅週期134，共包含71次日食，依次為1248年6月22日至1410年9月28日的10次日偏食、1428年10月9日至1554年12月24日的8次日全食、1573年1月3日至1843年6月27日的16次全環食（亦稱混合食）、1861年7月8日至2384年5月21日的30次日環食、2402年6月1日至2510年8月6日的7次日偏食，總共歷時1262.11年。其中最長的全食發生於1428年10月9日，共持續了1分30秒。
下表列舉了1901年至2100年間發生的屬於該周期的日食，是第38至48次：
| 38             | 39             | 40            |
| -------------- | -------------- | ------------- |
| 1915年8月10日  | 1933年8月21日  | 1951年9月1日  |
| 41             | 42             | 43            |
| 1969年9月11日  | 1987年9月23日  | 2005年10月3日 |
| 44             | 45             | 46            |
| 2023年10月14日 | 2041年10月25日 | 2059年11月5日 |
| 47             | 48             |               |
| 2077年11月15日 | 2095年11月27日 |               |

## 資料來源
1. ↑  樊忠玉. . 中国天文科普网.   [2016-04-01]. （原始内容存档于2014-09-17）.
2. 1 2  Fred Espenak. . NASA Eclipse Web Site.   [2016-04-01]. （原始内容存档于2020-10-23）.（英文）
3. ↑  Fred Espenak. . NASA Eclipse Web Site.   [2016-04-01]. （原始内容存档于2020-10-23）.（英文）
4. ↑  Xavier M. Jubier. .   [2016-04-01]. （原始内容存档于2016-10-26）.（法文）（英文）
5. ↑  Fred Espenak. . NASA Eclipse Web Site.   [2016-04-01]. （原始内容存档于2017-12-28）.（英文）
6. ↑  Fred Espenak. . NASA Eclipse Web Site.（英文）

## 外部連結
- NASA日食專頁（页面存档备份，存于）（英文）
- 可見區域圖和時間統計：由弗雷德·埃斯佩纳克做出的日食預報，NASA/GSFC
  - Google互動地圖呈現的日食範圍
  - 貝塞爾元素
- Google地圖顯示的日環食和日偏食範圍（页面存档备份，存于）（法文）（英文）

| \| \| 日食 \|                             |                              |                                          |
| 上一次日食： 1915年2月14日日食 （日環食） | 1915年8月10日日食 （日環食） | 下一次日食： 1916年2月3日日食 （日全食） |
| 上一次日環食： 1915年2月14日日食          | 1915年8月10日日食 （日環食） | 下一次日環食： 1916年7月30日日食         |
|                                           | 日食                         |                                          |